# Samuel Franciszek Opacki
Samuel Franciszek Opacki z Mińska herbu Prus III – stolnik warszawski w 1661 roku, dworzanin królewski w 1646 roku.
Poseł sejmiku brańskiego na sejm nadzwyczajny 1668 roku. Jako poseł ziemi bielskiej na sejm elekcyjny 1669 roku był elektorem Michała Korybuta Wiśniowieckiego z ziemi bielskiej w 1669 roku, podpisał jego pacta conventa.  Poseł na sejm nadzwyczajny 1670 roku z ziemi bielskiej. Poseł sejmiku brańskiego na sejm 1677 roku, poseł na sejm 1685 roku.
W 1674 roku był elektorem Jana III Sobieskiego i posłem na sejm elekcyjny z ziemi bielskiej, podpisał jego pacta conventa.